# 空港整備特別会計
空港整備特別会計（くうこうせいびとくべつかいけい）とは、空港整備特別会計法に基づく日本国政府の特別会計の1つであり、昭和45年度予算より適用された。

## 概要
空港整備特別会計は、それまで一般会計または港湾整備特別会計によっていた日本の空港整備事業を、航空需要の急速な増加に対応すべくさらに促進させることを目的として設置された。管理は国土交通大臣。空整特会、空港特会などと略される。
2009年（平成22年）度における歳入歳出規模は4,613億円である。なお、アメリカ合衆国の空港航路信託基金（AATF:Airport and Airways Trust Fund）の歳入規模は、2004年（平成16年）度で92億米ドルであった。
空港の設置、改良及び災害復旧並びに維持その他の管理に関する事業並びに空港の周辺における航空機の騒音により生ずる障害の防止その他の措置に関する事業並びにこれらの事業に要する費用についての国の出資金、負担金その他の経費の交付及び資金の貸付けを行う。
特別会計に関する法律において、公共事業関連の都市開発資金融通特別会計、治水特別会計、道路整備特別会計、港湾整備特別会計と共に、平成20年度に社会資本整備事業特別会計に統合され、「空港整備勘定」となり、更に2013年度の社会資本整備事業特別会計廃止に伴い、経過勘定として自動車安全特別会計に統合された。

## 事業の変遷
設置当初の主な事業は空港整備、空港維持運営であったが、航空交通の増大と多様化に対応して安全性を確保する観点から、昭和46年度に航行援助施設利用料が創立され、航空路整備事業が追加された。さらに、航空機のジェット化や離着陸回数の増加に伴って航空機騒音問題が深刻化してきたため、昭和50年度に特別着陸料を創設し、環境対策事業の充実と促進が図られた。なお、その後の空港整備において環境対策と一体となった空港整備が行われるようになり、平成10年1月に特別着陸料と普通着陸料の一元化が図られた。

## 歳入と歳出
| 歳入項目                     | 歳入項目         | 歳出項目                                       | 歳出項目         |
| ---------------------------- | ---------------- | ---------------------------------------------- | ---------------- |
| 空港使用料収入               | 2,044億9,600万円 | 空港等維持運営費                               | 1,476億3,500万円 |
| 一般会計より受け入れ         | 1,126億1,800万円 | 空港整備事業費                                 | 1,564億9,500万円 |
| 地方公共団体工事費負担金収入 | 34億0,500万円    | 北海道空港整備事業費                           | 86億7,400万円    |
| 借入金                       | 881億9,900万円   | 離島空港整備事業費                             | 4億6,800万円     |
| 償還金収入                   | 144億6,400万円   | 沖縄空港整備事業費                             | 67億5,400万円    |
| 配当金収入                   | 5億4,000万円     | 航空路整備事業費                               | 235億4,800万円   |
| 空港等財産処分収入           | 32億8,200万円    | 関西国際空港株式会社補給金                     | 75億円           |
| 雑収入                       | 266億5,400万円   | 航空機騒音対策事業資金貸付金                   | 1,900万円        |
| 配当金収入                   | 5億4,000万円     | 地域公共交通維持・活性化推進費                 | 5億9,200万円     |
| 空港等財産処分収入           | 32億8,200万円    | 業務取扱費業務勘定へ繰入                       | 31億3,500万円    |
| 前年度剰余金受入             | 76億4,200万円    | 収益回収公共事業資金貸付金償還金一般会計へ繰入 | 26億1,700万円    |
|                              |                  | 国債整理基金特別会計へ繰入                     | 1,035億1,800万円 |

航空機燃料税（2万6,000円/kl）については、そのうち13分の11は「航空機燃料税相当額」として、一般会計経由で受け入れられておりこれを準自己財源と考えることもできる。なお、残りの13分の2ついては航空機燃料贈与税として、その8割が市町村、2割が都道府県の取り分となる。
財源の5割から6割を利用者（航空会社等）が負担する構図となっている。
平成18年度においては、羽田に対する再拡張事業投資が歳出全体の5割近くになった。一方、その他空港分は、関空への投資分を合計しても1割程度となっている。

## 特別会計改革
- 空港整備特別会計はプール制となっていて、空港ごとの財務諸表が作成されていない。透明性確保の観点から批判があり、2007年4月に9空港について、2005年度の試算を公表した[2]。仙台、羽田、新潟、広島、高知、福岡、那覇の7空港が赤字で、新千歳、大阪の2空港が黒字だった。
  - ただし、日本の行政が用いる官庁会計は単式簿記を用いており、企業会計や複式簿記とは異なることに留意が必要である。
- 他の特別会計と同様に、無駄遣いが指摘されている。

## 民間による試算
上記の空港ごとの財務状況について、航空上の需要を見極めるために、民間の航空会社による各空港の個別の財政状況の分析が行われている。その結果は、羽田・新千歳・大阪のみが黒字で、他の空港は全て赤字であるという結果であった。上記三空港の黒字を、他の赤字空港に補填している構造が、このことから明らかとなっている。